# Troisième circonscription de l'Aisne (1852-1870)
La troisième circonscription de l'Aisne est une ancienne circonscription législative de l'Aisne sous le Second Empire de 1852 à 1870.

## Description géographique et démographique
La troisième circonscription de l'Aisne regroupe l'ensemble de l'arrondissement de Vervins, Marle et Rozoy-sur-Serre. Elle était l'une des 4 circonscriptions législatives du département de l'Aisne.
Créée par le décret organique du 2 février 1852, elle regroupait les divisions administratives suivantes : le canton d'Aubenton, le canton de Guise, le canton d'Hirson, le canton de La Capelle, le canton de Marle, le canton du Nouvion, le canton de Rozoy-sur-Serre, le canton de Sains, le canton de Vervins et le canton de Wassigny.
Cette circonscription n'est pas redécoupée au cours du Second Empire pour les élections législatives de 1857, de 1863 et de 1869.
Elle disparaît le 4 septembre 1870, jour de la chute du Second Empire et de la proclamation de la Troisième République. Le découpage électoral, issu du Second Empire, ne sert pas pour les élections de 1871, où on utilise le scrutin de liste majoritaire à un tour départemental selon les dispositions de la loi électorale du 15 mars 1849. 
Le scrutin uninominal majoritaire à deux tours est rétabli pour les élections de 1876, par la loi du 30 novembre 1875, mais elle se fait sur la base d'un nouveau découpage, celle des arrondissements.

## Historique des députations
| Législature      | Début            | Fin               | Député            | Parti / Idéologie | Parti / Idéologie   | Observation |
| ---------------- | ---------------- | ----------------- | ----------------- | ----------------- | ------------------- | --- |
| Ire législature  | 29 mars 1852     | 27 novembre 1857  | Albert Debrotonne |                   | Majorité dynastique | Maire de Marle (1854-1858) et conseiller général de Marle (1842-1858)                                          |
| IIe législature  | 28 novembre 1857 | 19 septembre 1858 | Albert Debrotonne |                   | Majorité dynastique | Maire de Marle (1854-1858) et conseiller général de Marle (1842-1858) Décédé en cours de mandat                |
| IIe législature  | 21 novembre 1858 | 11 février 1859   | Joseph Baudelot   |                   | Majorité dynastique | Conseiller général d'Aubenton (1846-1862) Élu à la suite d'une élection partielle et élection annulée          |
| IIe législature  | 25 avril 1859    | 14 novembre 1862  | Joseph Baudelot   |                   | Majorité dynastique | Conseiller général d'Aubenton (1846-1862) Élu à la suite d'une élection partielle et décédé en cours de mandat |
| IIe législature  | 14 novembre 1862 | 4 novembre 1863   | Vacant            | Vacant            | Vacant              | Aucune élection partielle organisée jusqu'à la fin de la législature                                           |
| IIIe législature | 5 novembre 1863  | 3 février 1867    | Antonin Vilcocq   |                   | Majorité dynastique | Ancien sous-préfet de Vervins (1852-1862) Décédé en cours de mandat.                                           |
| IIIe législature | 17 mars 1867     | 27 avril 1869     | Édouard Piette    |                   | Majorité dynastique | Conseiller général d'Aubenton (1863-1870)                                                                      |
| IVe législature  | 28 avril 1869    | 4 septembre 1870  | Édouard Piette    |                   | Majorité dynastique | Conseiller général d'Aubenton (1863-1870)                                                                      |

## Historique des résultats

### Élections de 1852
Les élections législatives françaises de 1852 ont eu lieu le 29 février 1852.
|                | Albert Debrotonne  | Bonapartiste        | 18 843 | 86,22  |  |  |
|                | Alexandre Chaseray | Républicain radical | 3 011  | 13,78  |  |  |
|                |                    |                     |        |        |  |  |
| Inscrits       | Inscrits           | Inscrits            | 44 417 | 100,00 |  |  |
| Abstentions    | Abstentions        | Abstentions         | 20 934 | 47,13  |  |  |
| Votants        | Votants            | Votants             | 23 483 | 52,87  |  |  |
| Blancs et nuls | Blancs et nuls     | Blancs et nuls      | 1 629  | 6,94   |  |  |
| Exprimés       | Exprimés           | Exprimés            | 21 854 | 93,06  |  |  |

### Élections de 1857
Les élections législatives françaises de 1857 ont eu lieu le 21 juin 1857.
|                  | Albert Debrotonne* | Majorité dynastique | 24 648 | 97,52  |  |  |
|                  | Alexandre Chaseray | Républicain radical | 628    | 2,48   |  |  |
|                  |                    |                     |        |        |  |  |
| Inscrits         | Inscrits           | Inscrits            | 42 725 | 100,00 |  |  |
| Abstentions      | Abstentions        | Abstentions         | 17 000 | 39,79  |  |  |
| Votants          | Votants            | Votants             | 25 725 | 60,21  |  |  |
| Blancs et nuls   | Blancs et nuls     | Blancs et nuls      | 449    | 1,75   |  |  |
| Exprimés         | Exprimés           | Exprimés            | 25 276 | 98,25  |  |  |
| * député sortant |                    |                     |        |        |  |  |

### Élections de 1863
Les élections législatives françaises de 1863 ont eu lieu le 31 mai 1863.
|                | Antonin Vilcocq    | Majorité dynastique    | 23 750 | 65,56  |  |  |
|                | Arsène Debrotonne  | Dissident bonapartiste | 10 446 | 28,84  |  |  |
|                | Alexandre Chaseray | Républicain radical    | 2 029  | 5,60   |  |  |
|                |                    |                        |        |        |  |  |
| Inscrits       | Inscrits           | Inscrits               | 43 651 | 100,00 |  |  |
| Abstentions    | Abstentions        | Abstentions            | 7 076  | 16,21  |  |  |
| Votants        | Votants            | Votants                | 36 575 | 83,79  |  |  |
| Blancs et nuls | Blancs et nuls     | Blancs et nuls         | 350    | 0,96   |  |  |
| Exprimés       | Exprimés           | Exprimés               | 36 225 | 99,04  |  |  |

### Élections de 1869
Les élections législatives françaises de 1869 ont eu lieu le 24 mai 1869.
|                  | Édouard Piette* | Centre droit       | 18 896 | 52,71  |  |  |
|                  | Edmond Turquet  | Républicain modéré | 12 183 | 33,98  |  |  |
|                  | Jules Favre     | Républicain modéré | 4 772  | 13,31  |  |  |
|                  |                 |                    |        |        |  |  |
| Inscrits         | Inscrits        | Inscrits           | 43 214 | 100,00 |  |  |
| Abstentions      | Abstentions     | Abstentions        | 7 232  | 16,74  |  |  |
| Votants          | Votants         | Votants            | 35 982 | 83,26  |  |  |
| Blancs et nuls   | Blancs et nuls  | Blancs et nuls     | 131    | 0,36   |  |  |
| Exprimés         | Exprimés        | Exprimés           | 35 851 | 99,64  |  |  |
| * député sortant |                 |                    |        |        |  |  |